# Franciszek Stanisław Wessel
Franciszek Stanisław Wessel herbu Rogala (zm. 6 marca 1696 roku) – wojewoda mazowiecki w latach 1691–1696, krajczy koronny w latach 1690–1691, starosta różański w 1670 roku, starosta makowski w 1668 roku, marszałek dworu królowej Marii Kazimiery d’Arquien.
Poseł na sejm konwokacyjny 1668 roku z ziemi zakroczymskiej. Był członkiem konfederacji generalnej zawiązanej 5 listopada 1668 roku na tym sejmie. Podpisał pacta conventa Michała Korybuta Wiśniowieckiego w 1669 roku. Jako poseł na sejm konwokacyjny 1674 roku z ziemi różańskiej był członkiem konfederacji generalnej zawiązanej 15 stycznia 1674 roku na tym sejmie. Poseł sejmiku różańskiego ziemi różańskiej województwa mazowieckiego na sejm 1677 roku. 